# Чернявський Георгій Йосифович
Чернявський Георгій Йосифович (нар. 29 листопада 1931, Харків ― пом. 22 лютого 2024) — український і американський історик, доктор історичних наук, професор, публіцист.

## Біографія
Георгій Йосифович Чернявський народився 29 листопада 1931 року в місті Харків. У 1954 році закінчив історичний факультет Харківського університету. Після завершення навчання в університеті займався проблемами болгарської історії XX століття, болгаро-російськими відносинами, історіографії та джерелознавство історії Болгарії, історії слов'янознавства в УРСР. У 1959 році захистив кандидатську дисертацію з історії молодіжного руху в Болгарії у 20-х роках XX ст. (науковий керівник — професор С. І. Сидельников), у 1969 році — докторську дисертацію, присвячену політичній історії Болгарії у другій половині 20-х років.
Член КПРС з 1960 року. Вийшов із партій за політичними мотивами у 1988 р.
З 1959 року працював у Харківському бібліотечному інституті (пізніше перейменований на Харківський інститут культури, нині Харківська державна академія культури) с початку на кафедрі культурно-просвітницької роботи (читальний курс історії культурно-просвітницької роботи та опублікований у співавторстві з А. П. Виноградовим і С. А. Пиналовим циклом навчальних посібників), а потім на кафедрі історії (пізніше історії та музеології), якою верховодив з 1973 по 1996 рік. Був ініціатором підготовки істориків-музеологів в Україні на відповідному відділенні Академії культури. Читав курс нової історії зарубіжних країн. Одночасно читав на історичному факультеті Харківського університету спеціальні курси джерелознавства та історіографії нової та нової історії, був автором навчальної програми по цим курсам.
Під керівництвом Г. Й. Чернявського була підготовлена велика група кандидатів історичних наук, ряд з яких пізніше захистили докторські дисертації.
З 1996 року Г. Й. Чернявський живе в Балтиморі (США), співпрацює з університетом Джонса Хопкінса, де є запрошеним дослідником.
Жінка та співавтор — Дубова Лариса Леонідівна, історик, мистецтвознавець.
Пішов з життя 22 лютого 2024 року.

## Внесок у науку
З другої половини 80-х років XX століття Георгій Йосипович спочатку займався вивченням історії Болгарії та російсько-болгарських відносин, зайнявся дослідженням також проблеми історії СРСР та Німеччини. Самостійно і у співавторстві опублікував понад 50 книг (монографій, збірників статей, археографічних публікацій та ін.) й приблизно 400 статей, рецензій, документальних нарисів тощо. В останні роки активно займається історичною публіцистикою.
У 60-80-х роках видав ряд книг та багато статей з історії Болгарії у XX ст. Ці роботи були присвячені робітничому молодіжному руху у 20-ті роки, емігрантам з Російської Імперії у Болгарію, стабілізаційним процесам у країні у другій половині 20-х років, реакціям у СРСР на події у Болгарії, радянська та західна історіографія болгарської історії тощо.
В останні 30 років дослідження болгарської проблематики продовжилася на новому рівні, із залученням раніше недоступних архівних матеріалів та постановкою та розробкою проблем, що були раніше під забороною в країнах радянського блоку. Спільно з професором Туро-коледж (Нью-Йорк) Л. Л. Дубовий опублікував у Видавництві Болгарської академії наук монографію «Опыт беды и выживания» (присвячена долі євреїв Болгарії у роки Другої світової війни). У книзі доведено, що болгарський народ не був народом-праведником, який урятував усіх євреїв країни від гітлерівського геноциду (ця легенда широко поширена в публіцистиці і навіть у деяких наукових виданнях), що євреї Фракії та Македонії, болгарських земель, приєднаних до країни з волі Гітлера, були передані болгарською владою німцям і майже всі загинули у таборах смерті. У співавторстві з доктором історичних наук, дійсним членом Болгарської академії наук М. Г. Г. І. Чернявський та М. Г. Станчев опублікували монографії про видного болгарського, румунського та радянського політичного діяча Криста (Християна Георгійовича) Раковського (у підготовці книги про Раковського як дипломата брав участь також В. А. Головко) та збірник документів про його діяльність.
Г. І. Чернявський докладно проаналізував у монографії «Тень Люциферова крыла» риси подібності та відмінності між класичними тоталітарними системами, що існували в нацистській Німеччині та СРСР, причому виявив етапи становлення, зрілості та кризи цих тоталітарних систем.
У липні 2010 року у московському видавництві «Молодая гвардия» вийшла написана ним біографія Л. Д. Троцького (серія «Життя чудових людей»). Автор вперше у історії прагне дати виважений всебічний аналіз розвитку Троцького, як політичного діяча, так й особистості з часом інтимними подробицями його біографії, що викликало жваву дискусію і ще неоднозначні оцінки. У 2012 р. у тому ж таки видавництві була опублікована книга Чернявського «Франклин Рузвальт», в якій розглядаються всі етапи діяльності видатного американського президента, причому особлива увага звернена на особистий внесок Рузвельта у подолання економічної кризи 1929—1933 років. та у перемогу союзних країн у Другій світовій війні. У 2019 р. книга була перевидана. У наступні роки в серії «Життя чудових людей» були опубліковані біографічні роботи про Дж. Кеннеді, Г. Трумен, Д. Ейзенхауера, російського політичного діяча П. Н. Мілюкова (разом з Л. Л. Дубової). Цими ж авторами опубліковані біографії президента США Р. Ніксона та видного військового діяча та дипломата Д. Маршалла у харківському видавництві Федорко. Разом із доктором історичних наук Ю. Г. Фельштинським Г. й. Чернявський опублікував біографію видатного британського письменника та громадського діяча Дж. Оруелла. Г. Й. Чернявським розроблено методологію підготовки науково-популярних біографій, основою якої є вивчення діяльності героя крізь призму його часу та аналіз соціально-політичних внутрішніх та міжнародних подій з погляду персонажа. Спільно з Ю. Г. Фельштинським Г. І. Чернявський працює над археографічною підготовкою до видання документів з історії СРСР з архівів США та інших країн. Ними опубліковані колекції документів з історії більшовицького терору в роки громадянської війни, партії соціалістів-революціонерів, листи Л. Б. Красіна та ін. В Інтернеті опубліковано «Архів Л. Д. Троцького» у дев'яти томах. У березні 2010 р. завершено підготовку великої публікації документів з історії протиріч та конфліктів у російській соціал-демократії після революції 1905—1907 років. з колекції Б. І. Миколаївського в Гуверівському інституті війни, революції та миру (Каліфорнія, США), яка з червня 2010 р. до квітня 2012 р. публікувалася в журналі «Питання історії» (Москва) під рубрикою «Політичний архів XX століття». У 2011 р. у видавництві Ексмо (Москва) вийшов тритомник «Сталин» Л. Д. Троцького (у двох книгах), археографічна підготовка якого (вступна стаття, передмови до томів, примітки, покажчики) здійснено Ю. Г. Фельштинським та Г. Й. Чернявським. А в 2012—2013 роках видавництво Центрполиграф (Москва) опублікувало чотиритомник цих авторів, присвячений Л. Д. Троцькому. Ця праця є найповнішою біографією Троцького у світовій історичній літературі, на що звертає увагу видавництво у спеціальній інструкції, що відкриває кожен том. У 2010 році спільно Фельштинський та Чернявський завершили підготовку біографії російського політичного діяча, історика та археографа Б. І. Миколаївського, яка випущена видавництвом Центрополіграф (Москва) у 2012 році під заголовком «Через століття та країни». Г. І. Чернявський опублікував у журналах та збірниках кілька мемуарних фрагментів, присвячених його зустрічам та контактам з науковцями та громадськими діячами, а у 2019 році велику мемуарну книгу «З глибин пам'яті історика», присвячену здебільшого професійній діяльності. У 2020 році спогади були перевидані з великими доповненнями. Велику увагу він приділяє історіографії та науковій критиці. У журналах «Питання історії», «Нова та новітня історія», «Слов'янознавство» та інші. Ним опубліковано близько 150 рецензій на праці болгарських, радянських, американських та інших вчених.

## Науково-організаційна робота
Г. І. Чернявський проводить велику науково-організаційну роботу. З середини 60-х років ХХ століття він був членом організаційних комітетів всесоюзних конференцій істориків-славістів. Дві з них було проведено у Харкові. Він брав активну участь у двох міжнародних конгресах з болгаристики, що проходили в Софії наприкінці 80-х — на початку 90-х років. Він був членом спеціалізованих рад із захисту докторських та кандидатських дисертацій на історичному факультеті Харківського університету та у Харківському інституті культури. У першій половині 90-х років був головою спеціалізованої ради із захисту докторських дисертацій Інституту культури з проблем культурології, бібліотечної та музейної справи.
З 1992 по 1996 р. Г. І. Чернявський був головою правління Міжреспубліканської наукової асоціації болгаристів, що охоплювала фахівців з історії Болгарії, болгарської мови та літератури та інших галузей, пов'язаних із цією країною. Під його безпосереднім керівництвом асоціація провела кілька представницьких міжнародних наукових конференцій за участю не лише українських вчених, а й фахівців із Німеччини, Франції, США, Болгарії, країн СНД. Найзначніша з них — «Тоталітаризм та антитоталітарні рухи» — відбулася у Харкові у вересні 1993 р. Матеріали конференції опубліковані у двох томах.
Крім керівництва аспірантами та здобувачами наукового ступеня, Г. І. Чернявський бере участь у підготовці наукових кадрів шляхом опонування на захисті докторських та кандидатських дисертацій.